# Balacra daphaena
Balacra daphaena är en fjärilsart som beskrevs av George Francis Hampson 1898. Balacra daphaena ingår i släktet Balacra och familjen björnspinnare. Inga underarter finns listade i Catalogue of Life.